# Torneo WTA de Stuttgart 2018
El Porsche Tennis Grand Prix de 2018 fue un torneo de tenis jugado en canchas de arcilla bajo techo. Se trató de la 41.ª edición del Porsche Tennis Grand Prix, y es parte de los torneos WTA Premier de 2018. Tuvo lugar en el Porsche Arena de Stuttgart , Alemania, del 23 al 29 de abril de 2018.

## Distribución de puntos
| Modalidad           | Campeona | Finalista | Semifinales | Cuartos de final | 2ª ronda | 1ª ronda | Clasificadas | 3ª ronda de clasificación | 2ª ronda de clasificación | 1ª ronda de clasificación |
| Individual femenino | 470      | 305       | 185         | 100              | 55       | 1        | 25           | 18                        | 13                        | 1                         |
| Dobles femenino     | 470      | 305       | 185         | 100              | -        | 1        | -            | -                         | -                         | -                         |

## Cabezas de serie

### Individuales femenino
| Tenista           | Ranking | Preclasificada |
| Simona Halep      | 1       | 1              |
| Garbiñe Muguruza  | 3       | 2              |
| Elina Svitolina   | 4       | 3              |
| Jeļena Ostapenko  | 5       | 4              |
| Karolína Plíšková | 6       | 5              |
| Caroline Garcia   | 7       | 6              |
| Sloane Stephens   | 9       | 7              |
| Petra Kvitová     | 10      | 8              |

- Ranking del 16 de abril de 2018.[2]

### Dobles femenino
| Tenista                            | Ranking | Preclasificada |
| Andreja Klepač María José Martínez | 34      | 1              |
| Ala Kudriávtseva Andrea Hlaváčková | 42      | 2              |
| Kiki Bertens Demi Schuurs          | 45      | 3              |
| Raquel Atawo Anna-Lena Grönefeld   | 59      | 4              |

## Campeones

### Individual femenino
Karolína Plíšková venció a  Coco Vandeweghe por 7-6(7-2), 6-4

### Dobles femenino
Raquel Atawo /  Anna-Lena Grönefeld vencieron a  Nicole Melichar /  Květa Peschke por 6-4, 6-7(5-7), [10-5]